# Kasimovský chanát
Kasimovský nebo také Kvasimský chanát (tatarsky Касыйм ханлыгы, Касыйм патшалыгы; rusky Касимовское ханство, Касимовское царство), nepřesně též „Kasimovské carství“, byl vazalský stát velikého knížectví moskevského, založený Vasilijem II. pro tatarského emigranta "careviče" Qasima roku 1452. Existoval do roku 1681. Pod jeho kontrolou byla dnešní Rjazaňská oblast. Hlavním městem byl Kasimov, ležící na řece Oce.

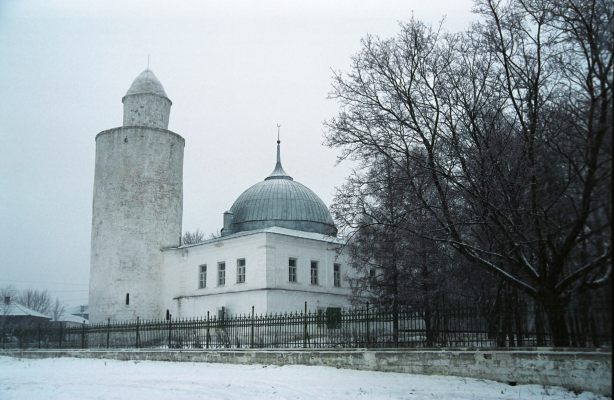
Chánova mešita s historickým minaretem z 15. století v Kasimově

## Seznam chánů
- Qasim (1452–1468)
- Danijar (1468–1486)
- Nur Devlet (1486–1491)
- Satylgan (1491–1506)
- Janan (1506–1512)
- Šeich Aulijar (1512–1516)
- Šahghali (1516–1519) – první období
- Canghali (1519–1531)
- Safa Geraj (1532–1535)
- Šahghali (1535–1567) – druhé období
- Simeon Bekbulatovič (1567–1573)
- Mustafa Ali (1584–1590)
- Uraza-Mohammed (1600–1610)
- Arslanghali (1614–1627)
- Sajed Borhan (1627–1679)
- Fatima Soltan (1679–1681)